# Victoria Kaspi
Victoria Michelle "Vicky" Kaspi OC, FRS, FRSC (Austin, Texas, 30 de junho de 1967) é uma astrofisicista canadense, professora da Universidade McGill. Suas pesquisas envolvem principalmente estrelas de nêutrons e pulsares.

## Biografia
Nasceu em Austin, Texas, mas sua família mudou-se para o Canadá quando Victoria tinha sete anos de idade. Completou seus estudos de graduação na Universidade McGill em 1989, seguindo para a Universidade de Princeton para estudos de pós-graduação, obtendo um Ph.D. em 1993, orientada pelo laureado com o Nobel de Física Joseph Hooton Taylor. Apóa assumir cargos no Instituto de Tecnologia da Califórnia, no Jet Propulsion Laboratory e no Instituto de Tecnologia de Massachusetts, obteve um cargo na Universidade McGill em 1999. Na McGill foi uma das primeiras Canada Research Chair, e em 2006 foi nomeada Lorne Trottier Professor of Astrophysics. É fellow do Institut canadien de recherches avancées.
Kaspi é judia. Seu marido, David Langleben, é cardiologista na Universidade McGill e cardiologista chefe do Sir Mortimer B. Davis Jewish General Hospital em Montreal.

## Prêmios e honrarias
Recebeu o Prêmio Annie J. Cannon de Astronomia da American Astronomical Society em 1998, a Medalha Herzberg da Canadian Association of Physicists em 2004, o Prêmio Steacie em 2006, a Medalha Memorial Rutherford da Sociedade Real do Canadá em 2007 e o Prêmio Marie-Victorin em 2009. Em 2010 foi eleita fellow da Royal Society. Em 2016 recebeu a Medalha de Ouro Gerhard Herzberg, primeira mulher a receber este prêmio. Em 2016 foi investida como companion da Ordem do Canadá.
Em 2020 apresentou a Bakerian Lecture.